# Braccae

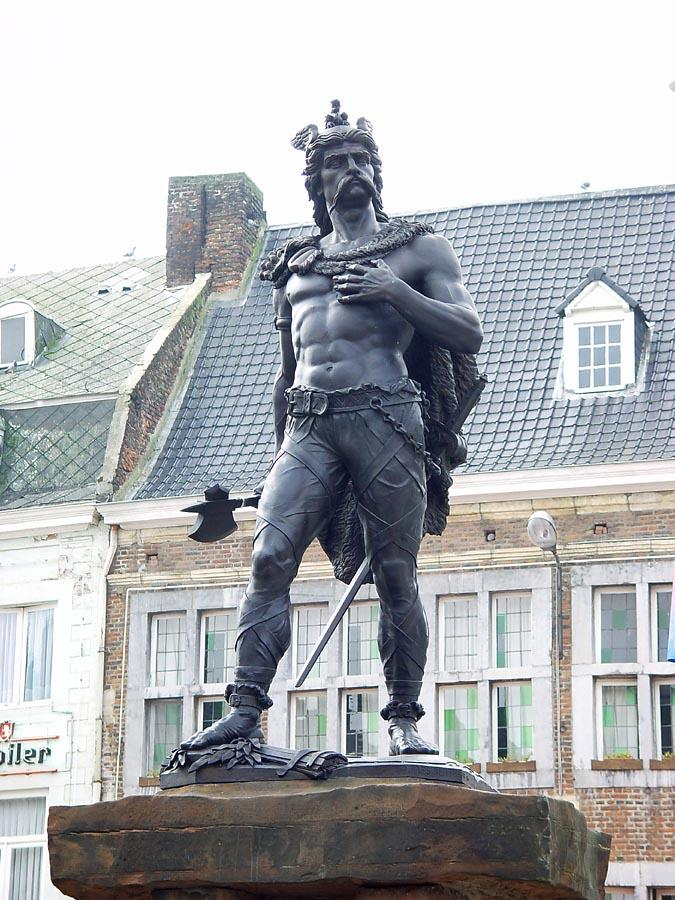
Modern standbeeld van Ambiorix in Tongeren. De held van de Eburonen draagt braccae.

Braccae of Bracae is de Latijnse term voor broek en duidt op een bepaalde stijl van broeken, gemaakt van wol. De Romeinen kwamen deze stijl tegen bij de volken die zij Galli (Galliërs) noemden. Er wordt vaak gedacht dat deze term slaat op sprekers van de Keltische taal, maar veel geleerden (onder wie John Collis, Peter S Wells, en Stephen Oppenheimer) betwijfelen of de term Galli primair gebaseerd was op een taalkundig verwantschap.
Braccae werden normaliter gemaakt met een trekkoord, en werden gedragen tot aan de knie voor de kortste modellen en tot aan de enkels voor de langste, met de lengte over het algemeen toenemend naarmate de volken meer noordelijk leefden.
Toen het Romeinse Rijk voor het eerst de braccae tegenkwamen, vond men ze verwijfd. Romeinse mannen droegen normaal gesproken toga's, die uit één stuk gemaakt waren en tot aan de knie gedragen werden.

## Etymologie
Het woord is verwant aan het Nederlandse broek en Engelse breeches (kniebroek). Het gaat terug op de Indo-Europese stam *bhrg - 'breken', hier klaarblijkelijk bedoeld in de zin van 'verdelen', 'uiteen gaan'. De medeklinkerreeks *b.r.k impliceert een oorsprong uit de Germaanse (met een typische klankwijziging  *g > *k) in plaats van de Keltische tak van de Indo-Europese talen; in het Keltisch zou zou het *b.r.g zijn geweest, zoals in het Schots-Gaelisch briogais of in het Bretons bragoù. De vorm *b.r.k wordt vaak aangetroffen in de Germaanse talen (Proto-Germaans *brōkiz).
Als de Romeinen dit woord van de Kelten geleerd hadden, dan is het vreemd dat het Latijnse woord de combinatie cc heeft, die eerder lijkt op de Germaanse vorm met *k dan op de Keltische vorm met *g. Er zijn verscheidene mogelijke verklaringen hiervoor:
- De Romeinen hoorden het woord eerst van Keltische sprekers die het op hun beurt geleend hadden van Germaanse sprekers.
- De Romeinen hoorden het woord van Germaanse sprekers.
- De Romeinen hoorden de Keltische vorm met *g, maar de uitspraak die uiteindelijk gebruikt werd was geen correcte weergave van wat ze oorspronkelijk gehoord hadden.
- Het Keltische woord kwam eerst tot de Etrusken, die geen onderscheid maakten tussen de "c"- en "g"-klank. Zo leidde het Griekse amorge via het Etruskisch tot het Latijnse amurca en het Griekse κυβερνἂν (kubernân) via het Etruskisch tot het Latijnse gubernare. Wellicht is op deze manier "bragae" veranderd in "bracae", waaruit "braccae" ontstond.